# Farmacoteràpia

La farmacoteràpia és una teràpia que utilitza fàrmacs, que es distingeix de la teràpia que utilitza la cirurgia (teràpia quirúrgica), radiació (radioteràpia), moviment (fisioteràpia) o altres modes. Entre els metges, de vegades el terme teràpia mèdica es refereix específicament a la farmacoteràpia en lloc de la teràpia quirúrgica o altra; per exemple, en oncologia, l'oncologia mèdica es distingeix així de l'oncologia quirúrgica. Els farmacèutics són experts en farmacoteràpia i s'encarreguen de garantir un ús segur, adequat i econòmic dels medicaments farmacèutics. Les habilitats necessàries per donar servei com a farmacèutic requereixen coneixements, formació i experiència en ciències biomèdiques, farmacèutiques i clíniques. La farmacologia és la ciència que té com a objectiu millorar contínuament la farmacoteràpia. La indústria farmacèutica i el món acadèmic utilitzen recerca bàsica, ciències aplicades i recerca translacional per crear nous fàrmacs.
Com que els farmacèutics i els especialistes en farmacoteràpia tenen la responsabilitat d'atendre directament els pacients, sovint funcionen com a membres d'un equip multidisciplinari i actuen com la font principal d'informació relacionada amb els medicaments per a altres professionals de la salut. Un especialista en farmacoteràpia és una persona especialitzada en l'administració i recepta de medicaments i que requereix amplis coneixements acadèmics en farmacoteràpia.

## Tipus
Es reconeixen diferents tipus de teràpia medicamentosa:
1. 'Teràpia específica o curativa' : aquella en què el tractament es dirigeix a l'erradicació d'un o més dels agents  etiològics o causants de la malaltia. Els medicaments antimicrobians, com ara els antibiòtics, tenen efectes específics o curatius. El desenvolupament de la teràpia gènica possiblement ofereixi exemples de medicaments per al tractament curatiu de malalties no infeccioses.
2. 'Teràpia pal·liativa o simptomàtica' : la dirigida a proporcionar exclusivament l'alleujament dels símptomes del pacient o al contribuir al seu benestar sense alterar el curs natural de la malaltia. Els medicaments analgèsics com l'aspirina o la morfina tenen obvis efectes pal·liatius.
3. 'Teràpia de suport' : dirigida a mantenir la integritat fisiològica o funcional del pacient en tant s'instauri un tractament més definitiu o fins que la pròpia capacitat de recuperació del pacient faci innecessari qualsevol tractament. Els agents sedants, diürètics, antihipertensius, etc., s'empren sovint en aquest tipus de teràpia.
4. 'Teràpia de reemplaçament o substitutiva' : dirigida a proporcionar una substància present normalment en l'organisme, però que es troba absent o en nivells insuficients com a resultat d'una malaltia, dany o deficiència congènita, etc. Les hormones adrenocorticals, quan són emprades en el tractament de la malaltia d'Addison, tenen un paper en la teràpia de reemplaçament.
5. 'Teràpia restaurativa' : la finalitat és la ràpida recuperació de la salut. Aquesta teràpia generalment no guarda relació amb la malaltia original i s'empra freqüentment durant el període de convalescència. L'ús d'hormones sexuals representen un exemple d'aquesta teràpia quan s'usen pels seus efectes  anabòlics. [4]